# Ralph Weiß
Ralph Weiß (* 1955 in Neunkirchen (Saar)) ist ein deutscher Kommunikationswissenschaftler.

## Leben
Von 1983 bis 2003 war er wissenschaftlicher Referent am Hans-Bredow-Institut. Nach der Promotion 1988 und der Habilitation 2001 in Hamburg vertrat er 2001 eine Professur an der Universität Erfurt. 2000 lehrte er als Gastprofessor an der Universität Klagenfurt. Er vertrat 2003 eine Professur an der Heinrich-Heine-Universität Düsseldorf und übernahm dort 2004 eine Professur.

## Schriften
- mit Peter Bargstedt: Die Morgennachrichten im Hörfunk. Hans-Bredow-Institut, Hamburg 1987, ISBN 978-3-87296-070-2.
- mit Uwe Hasebrink: Begleitforschung zur Medienentwicklung. Hans-Bredow-Institut, Hamburg 1987, ISBN 978-3-87296-071-9,
- Der Kampf um die Arbeitszeit im Spiegel der Presse. Dissertation. Universität Hamburg 1988. Lang, Frankfurt am Main 1989, ISBN 978-3-631-42015-7.
- (Hrsg.): Aufgaben und Perspektiven des öffentlich-rechtlichen Fernsehens. Konferenzschrift. Nomos, Baden-Baden/Hamburg 1991, ISBN 978-3-7890-2420-7.
- mit Bettina Nebel: Lokalradio und Rechtsextremismus. Leske und Budrich, Opladen 1993, ISBN 978-3-8100-1176-3.
- mit Werner Rudolph: Die lokale Welt im Radio. Leske und Budrich, Opladen 1993, ISBN 978-3-8100-1092-6
- mit Uwe Hasebrink: Hörertypen und ihr Medienalltag. Vistas, Berlin 1995, ISBN 978-3-89158-154-4.
- Fern-Sehen im Alltag. Westdeutscher Verlag, Wiesbaden 2001, ISBN 978-3-531-13589-2.
- mit Jo Groebel (Hrsg.): Privatheit im öffentlichen Raum. Leske und Budrich, Opladen 2002, ISBN 978-3-8100-3579-0.
- (Hrsg.): Zur Kritik der Medienkritik. Vistas, Berlin 2005, ISBN 978-3-89158-397-5.